# La mujer desnuda (película de 1953)
La mujer desnuda es una película musical mexicana de 1953 dirigida por Fernando Méndez y protagonizada por Meche Barba y Antonio Aguilar. 

## Argumento
Una bailarina de carpa, hija de un payaso de circo, se casa con un famoso cantante. Cuando todo parece ser felicidad para ambos, un antiguo amante de la joven regresa del pasado para chantajearla y no revelar su oscuro pasado.

## Reparto
- Meche Barba
- Antonio Aguilar
- Miguel Torruco
- Carlos López Moctezuma
- Aurora Segura
- María Victoria

## Comentarios
En esta cinta Meche Barba no aparece desnuda como sugiere el título, sino pintada de dorado, y después, ataviada con costosos abrigos de pieles, en un relato truculento con final melodramático. La cinta fue vetada por la hoy extinta Liga de la Decencia. Resalta la estupenda fotografía de Agustín Martínez Solares que le da un toque de cine negro con Aguilar como una suerte de Victor Mature a la mexicana quien acaba propinándole tremenda golpiza al maleante Torruco.